# Ozyptila danubiana
Ozyptila danubiana (лат.) — вид пауков семейства Пауки-бокоходы (Thomisidae). Встречается в Палеарктике (Греция, Румыния). Длина тела около 2 мм (длина просома 1,43 мм). Основная окраска коричневая со светлыми отметинами (просома с преобладанием коричневого цвета, опистосома в основном белая). 
Голени первой пары ног вентрально с двумя парами шипов; волоски заострённые или булавовидные. Педипальпы самцов с тегулярным апофизом, эпигинум с чехлом. Первые две пары ног развернуты передними поверхностями вверх, заметно длиннее ног третьей и четвёртой пар. Паутину не плетут, жертву ловят своими видоизменёнными передними ногами.